# صدمة حرارية
الصدمة الحرارية تتسبب أحيانا في انكسار وربما تفتت جسم صلب نتيجة لتغير مفاجئ في درجة حرارته . الزجاج والخزف من الأجسام المعرضة بصفة خاصة لهذا النوع من الانكسار ، وذلك بسبب انخفاض المتانة الجسم وانخفاض التوصيل الحراري وارتفاع معاملات التمدد الحراري له . ومع ذلك ، تستخدم تلك المواد في العديد من التطبيقات ذات درجات الحرارة المرتفعة بسبب ارتفاع درجة الانصهار.
تحدث الصدمة الحرارية عندما تتمدد الأجزاء المختلفة من الجسم بدرجات متفاوتة , هذا التمدد المتفاوت الدرجات يمكن أن يؤدي إلى توتر أو إجهاد في النسيج المادي. في بعض المراحل يتغلب الإجهاد على صلابة المادة الصلبة مسببا الشرخ الانكسار. إذا لم يتم وقف هذا التفتت من الانتشار خلال المادة الصلبة تنهار بنية الجسم.

## الوقاية من الصدمة الحرارية
- خفض معدل انخفاض الحرارة للجسم الصلب وذلك عن طريق :-
  - تغيير درجة الحرارة أكثر بطئا
  - زيادة التوصيل الحراري للمادة
- خفض معامل التمدد الحراري للمادة
- زيادة صلابتها
- خفض معامل يونغ للمادة.

## اقرأ أيضا
- خزف
- زجاج
- صلابة